# پروسپر دو بارانت
پروسپر دو بارانت (به فرانسوی: Prosper de Barante) مورخ، نویسنده و سیاستمدار قرن هجدهم میلادی اهل فرانسه است.